# Åke W. Edfeldt
Åke Werner Edfelt, född 24 februari 1926, död 19 september 2017 i Nacka, var en svensk psykolog och professor i pedagogik.
Åke W. Edfeldt blev legitimerad psykolog 1955 och disputerade i pedagogik vid Stockholms universitet 1959 på avhandlingen Silent speech and silent reading. Han har verkat som professor i pedagogik vid Åbo Akademi innan han 1971 utsågs till professor i samma ämne vid Stockholms universitet.
Åke W. Edfeldt var ordförande för Stockholms universitets centrum för kompetensutveckling  inom vårdyrkena 1988–1992. Han erhöll därvid Stockholms silverplakett för förtjänstfulla verksamheter från år 1992. Han var inspektor vid RMI Berghs reklam- och marknadsskola 1989–1995. Från 1991 var han organisatör för den svenska utvecklingen beträffande överbegåvade barns skolsituation. Han var ordförande för det nationella organet inom European Council for High Ability (ECHA) år 1991–2004.
Åren 1957–1959 stod han för bearbetningarna i Rabén & Sjögrens Läsalättserien. Han har som forskare särskilt intresserat sig för barns läsutveckling och verkat mot barnaga.
I Jan Halldoffs film En dröm om frihet (1969) har han en biroll som TV-expert. Edfeldt är också känd som en hängiven samlare av äldre jazz på 78-varvsskivor. Han är begravd på Galärvarvskyrkogården i Stockholm.

## Skrifter (urval)
- Lästeknik: vägen till snabbare och effektivare läsning (KF:s bokförlag, 1956)
- Våra barn lär sig läsa (tillsammans med Eve Malmquist) (Almqvist & Wiksell, 1959)
- Lek med reklam - på allvar (Almqvist & Wiksell, 1968)
- Kvicksilvergäddan (Tiden/Folksam, 1969)
- Tillsammans (tillsammans med Lena Malmsjö, Bonnier, 1971)
- En motbok om mellanöl: för ungdomar, föräldrar, lärare, politiker (tillsammans med Bengt Michanek, Sobrius, 1971)
- Påverkan: en bok om hur vi påverkas genom reklam, samhällsinformation, politisk propaganda, uppfostran och undervisning (Bonnier, 1973)
- I stället för fostran: föräldraskola (Askild & Kärnekull, 1975)
- Om lusten att läsa och konsten att förstå (Proprius, 1977)
- Sluta slå! (Akademilitteratur, 1979)
- LUS. Läsprocessen: grundbok om läsforskning (LiberUtbildningsförlaget, 1982)
- Aga: fostran till våld: en undersökning (Proprius, 1985)
- Tidningen lär barnen läsa: en rapport om barns läs- och kunskapsutveckling med dagstidningen som läromedel (Tidningen i skolan, 1989)
- Vara rädd: roman om en barndom (Proprius, 2000)
- 100 år av läsforskning (Pedagogiska institutionen, Stockholms universitet, 2007)